# FC 바커 인스브루크
FC 바커 인스브루크(FC Wacker Innsbruck)는 2002년 6월에 창단된 오스트리아 인스브루크의 축구 클럽으로, 현재 오스트리아 4부 리그에 해당하는 티롤주 지역 리그인 티롤러리가에서 참가하고 있다.

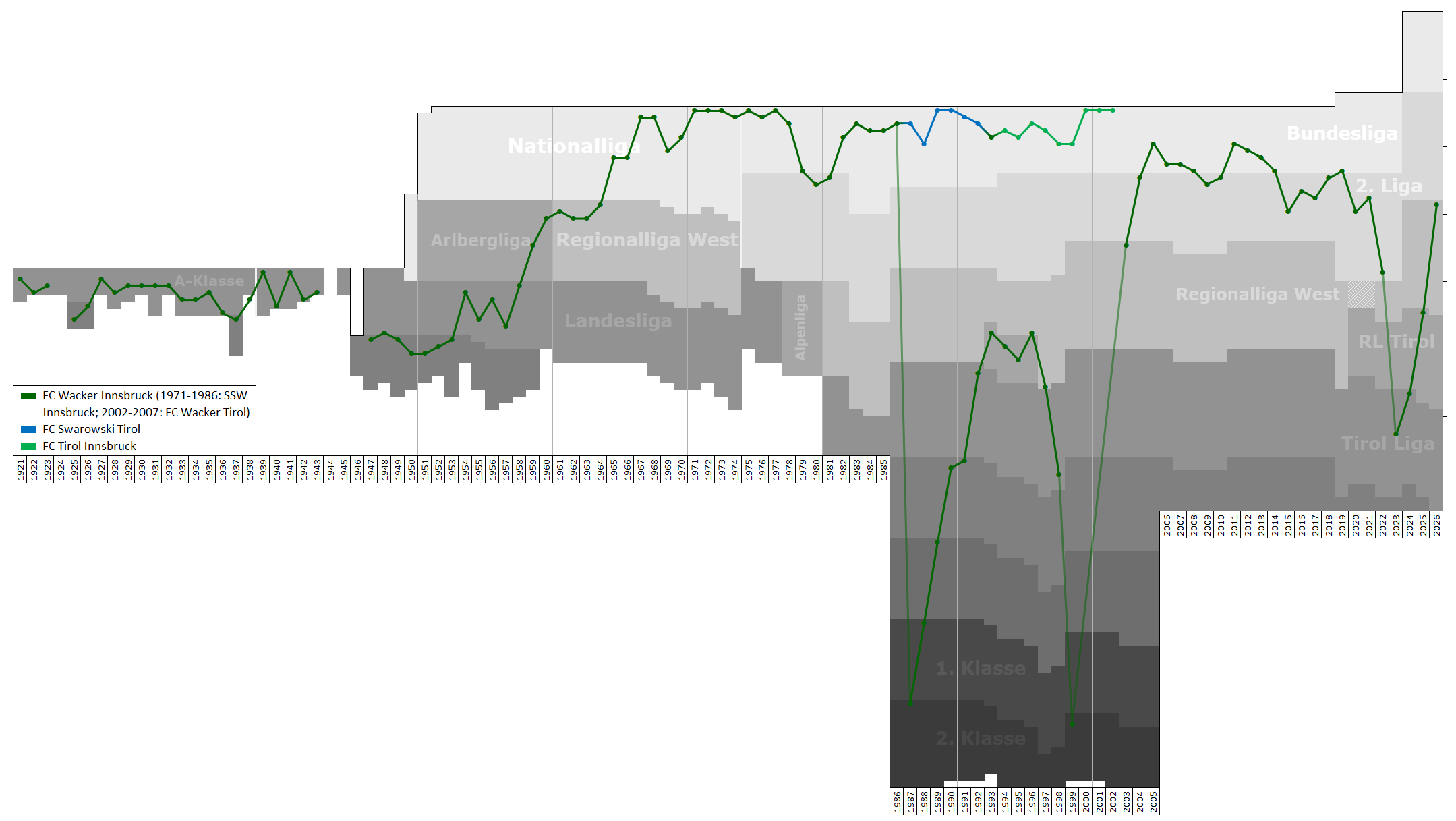
전신 클럽 성적을 포함한 FC 바커 인스브루크의 역대 리그 성적 차트

2021-22 시즌 2. 리가를 9위로 마쳤지만 재정문제로 리그로부터 라이센스를 박탈당하며 4부 리그인 티롤러리가로 강등되었다.

## 성적
- 오스트리아 분데스리가
  - 우승 5회 (1971, 1972, 1973, 1975, 1977)
  - 준우승 4회 (1967, 1968, 1974, 1976)
- 오스트리아 컵
  - 우승 6회 (1970, 1973, 1975, 1978, 1979, 1993)
  - 준우승 3회 (1976, 1982, 1983)
- 미트로파컵
  - 우승 2회 (1975, 1976)

## 선수 명단

### 현역
참고: FIFA 자격 규정에 따라 소속된 국가대표팀 국기를 표시합니다. 선수는 복수의 FIFA 비회원국 국적을 가지고 있을 수 있습니다.
| 번호 | 포지션 | 국적 | 이름 |
| ---- | ------ | ---- | ---- |

| 번호 | 포지션 | 국적 | 이름 |
| ---- | ------ | ---- | ---- |

## 역대 감독
| 감독                    | 임기        |
| ----------------------- | ----------- |
| 버로티 러요시           | 1979        |
| 펠릭스 라츠케           | 1985 ~ 1987 |
| 스타니슬라프 체르체소프 | 2004 ~ 2006 |